# Eisenbahnmuseum Hongkong
Das Eisenbahnmuseum Hongkong (chinesisch 香港鐵路博物館) ist ein Eisenbahnmuseum in Hongkong. Das Museum befindet sich im stillgelegten Bahnhof Tai Po Market im Tai Po District in den New Territories.

## Geschichte
Um die Wirtschaft in der Region Tai Po anzukurbeln, wurde eine Eisenbahnstrecke dorthin gebaut. Das 1913 errichtete Bahnhofsgebäude Tai Po Market verfügt über ein Dach der traditionellen chinesischen Architektur. Als die Kowloon-Canton Railway Corporation, als Betreiber der Kowloon-Canton Railway das Streckennetz 1983 elektrifizierte, wurde der Bahnhof stillgelegt, 1984 zum Denkmal erklärt, renoviert und 1985 als Museum eröffnet.

## Ausstellungsgelände
Im ehemaligen Bahnhofsgebäude wird den Besuchern anhand von historischen Fotos, Modellen sowie von Video- und Multimedia-Programmen die Entwicklung der Eisenbahn in Hongkong vermittelt. Auf der rund 6500 Quadratmeter großen Ausstellungsfläche befinden sich im Außenbereich Diesellokomotiven, eine Schmalspur-Dampflokomotive sowie historische Eisenbahnwagen und Draisinen.

### Lokomotiven

#### Diesel Electric Engine No.51–“Sir Alexander”
Die in Australien von der General Motors Electro-Motive Division hergestellte Lokomotive der Serie EMG D12 kam 1955 nach Hongkong, erhielt die Nummer 51 und war die erste Diesellokomotive Hongkongs. Sie erhielt den Namen „Sir Alexander“, zu Ehren des damaligen Gouverneurs von Hongkong Alexander Grantham und war bis 1983 im Reisezugverkehr im Dienst. Nach der Elektrifizierung des Streckennetzes wurde sie vor Güterzügen zwischen Hongkong und dem chinesischen Festland eingesetzt, bevor sie 1997 außer Dienst gestellt wurde. 2004 spendete die Kowloon-Canton Railway Corporation die Lokomotive dem Museum.

#### Diesel Electric Engine No. 60–“Peter Quick”
In den 1970er Jahren stellte die Kowloon-Canton Railway drei Diesellokomotiven mit den Nummern 60, 61 und 62 in Dienst. Diese wurden in den USA von der General Motors Electro-Motive Division im Rahmen der Serie EMG D26 hergestellt. 1991 gab man der Lokomotive Nr. 60 den Namen “Peter Quick”, um einen Direktor der Kowloon-Canton Railway Corporation zu ehren. Die Lokomotive wurde in Hongkong bis zum Jahr 2021 überwiegend vor Güterzügen eingesetzt. Nach der Außerdienststellung wurde sie im September 2023 an das Eisenbahnmuseum Hongkong übergeben.

#### Narrow Gauge Steam Locomotive W. G. Bagnall 0-4-4T
Im Jahr 1923 bestellte die Kowloon-Canton Railway zwei Schmalspur-Dampflokomotiven bei dem Hersteller W. G. Bagnall in England. Sie ersetzten ältere Modelle auf der Fanling-Sha Tau Kok Branch Line. Als diese Strecke 1928 eingestellt wurde, kaufte die in der Zuckerproduktion tätige Firma Victorias Milling Co. Inc. auf den Philippinen die Lokomotiven und setzte sie bis in die frühen 1990er Jahre ein. 1995 gelang es, die Lokomotiven wieder nach Hongkong zurückzuführen. Eine Lokomotive wurde komplett nach ihrem ursprüngliches Aussehen restauriert und im Museum ausgestellt.

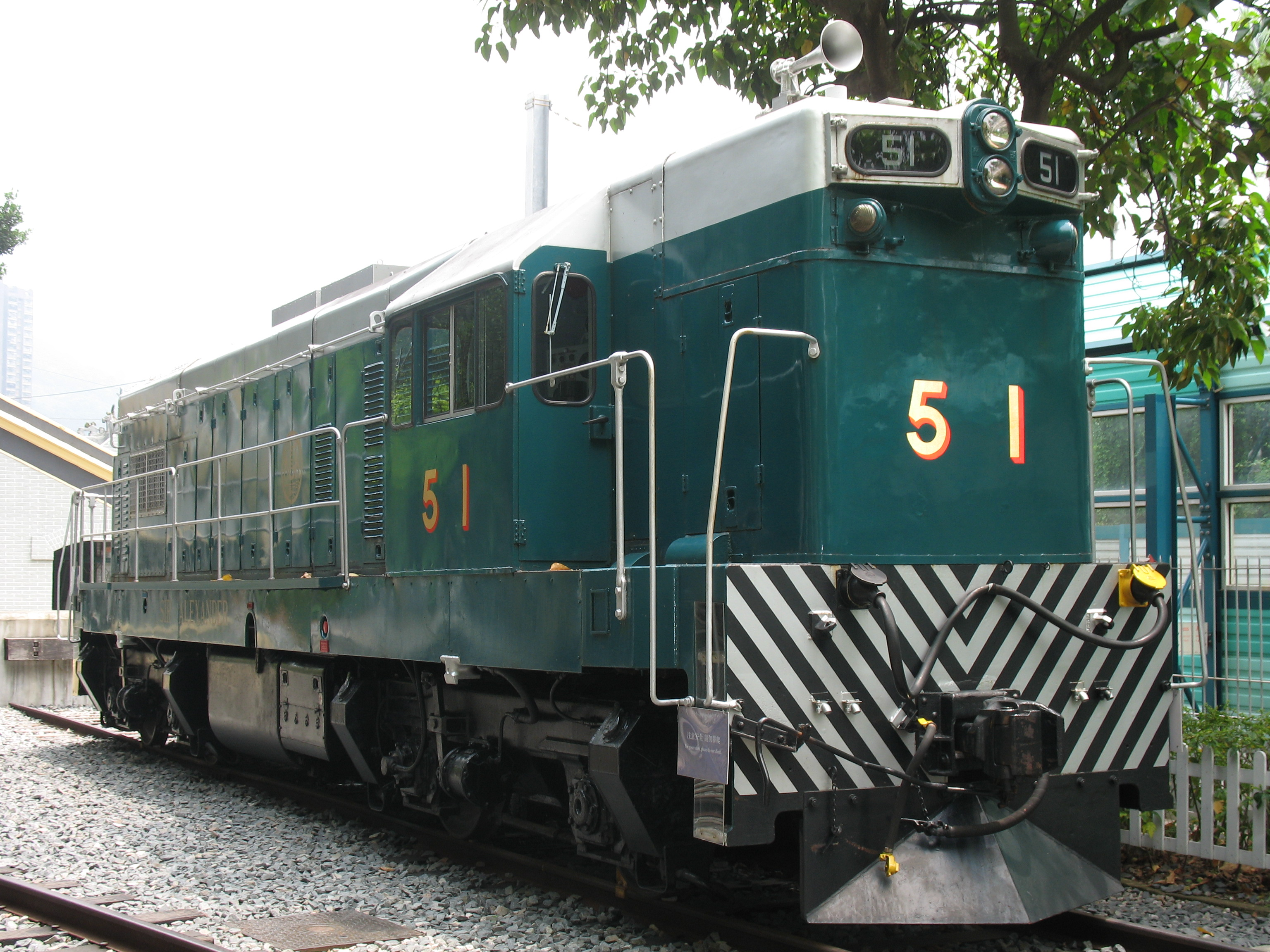
Diesellokomotive “Sir Alexander”
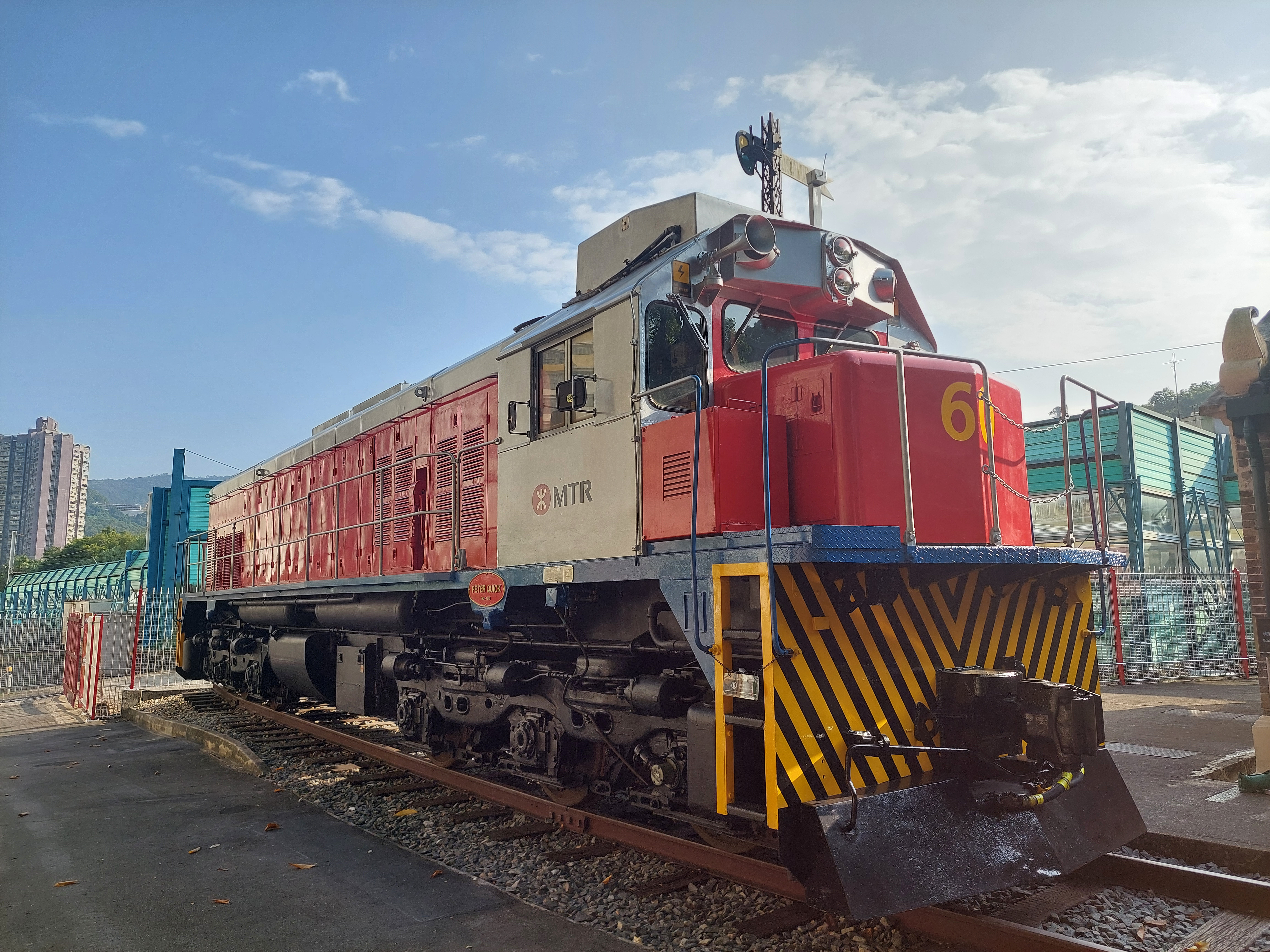
Diesellokomotive “Peter Quick”
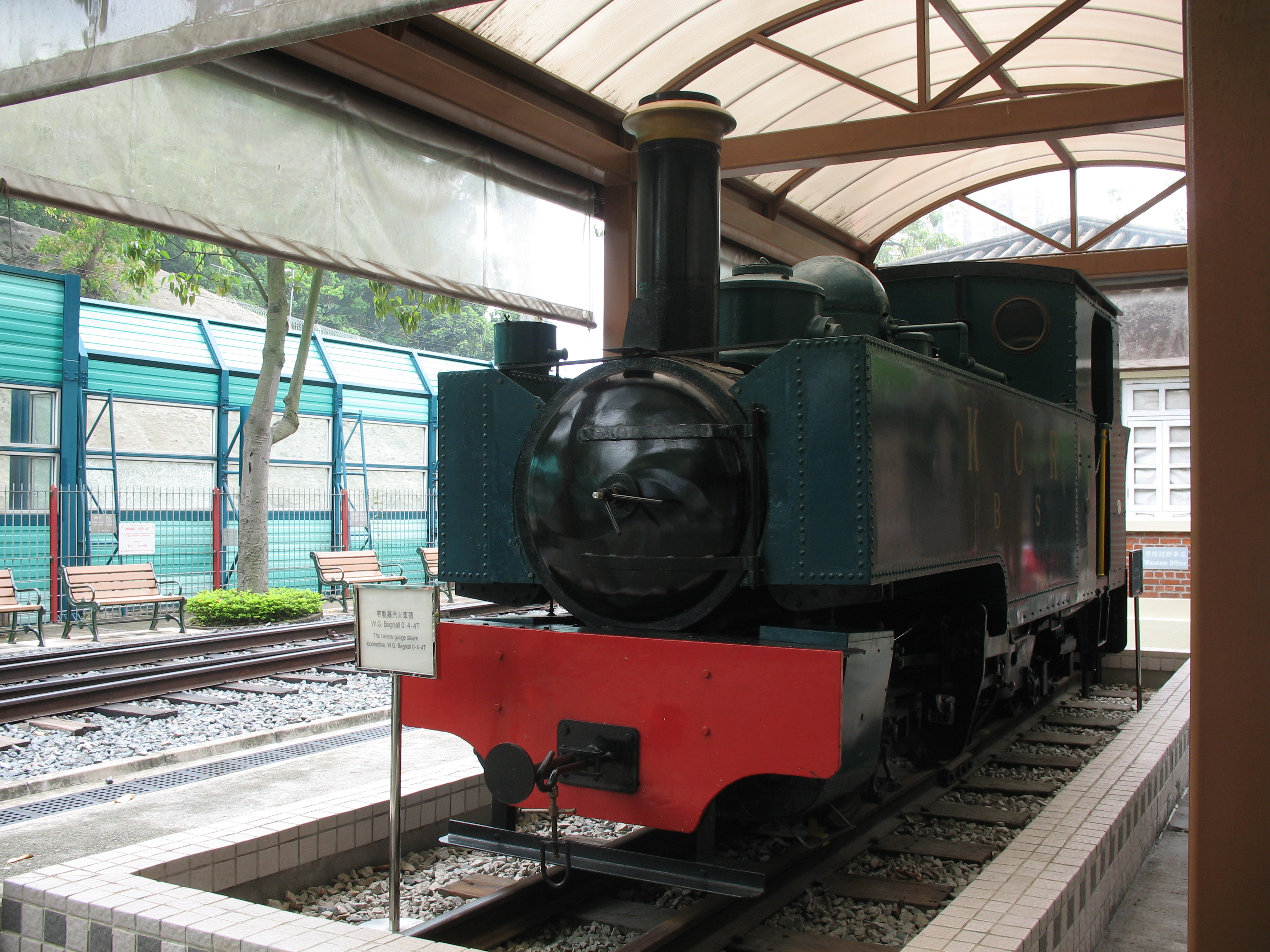
Dampflokomotive W. G. Bagnall 0-4-4T

### Reisezugwagen und Draisinen
Außer den Lokomotiven sind einige historische Eisenbahnwagen ausgestellt, die auch von innen besichtigt werden können und die die Entwicklung der Bestuhlung in den verschiedenen Wagenklassen zeigen. Außerdem sind Inspektions- und Reparaturdraisinen zu sehen.

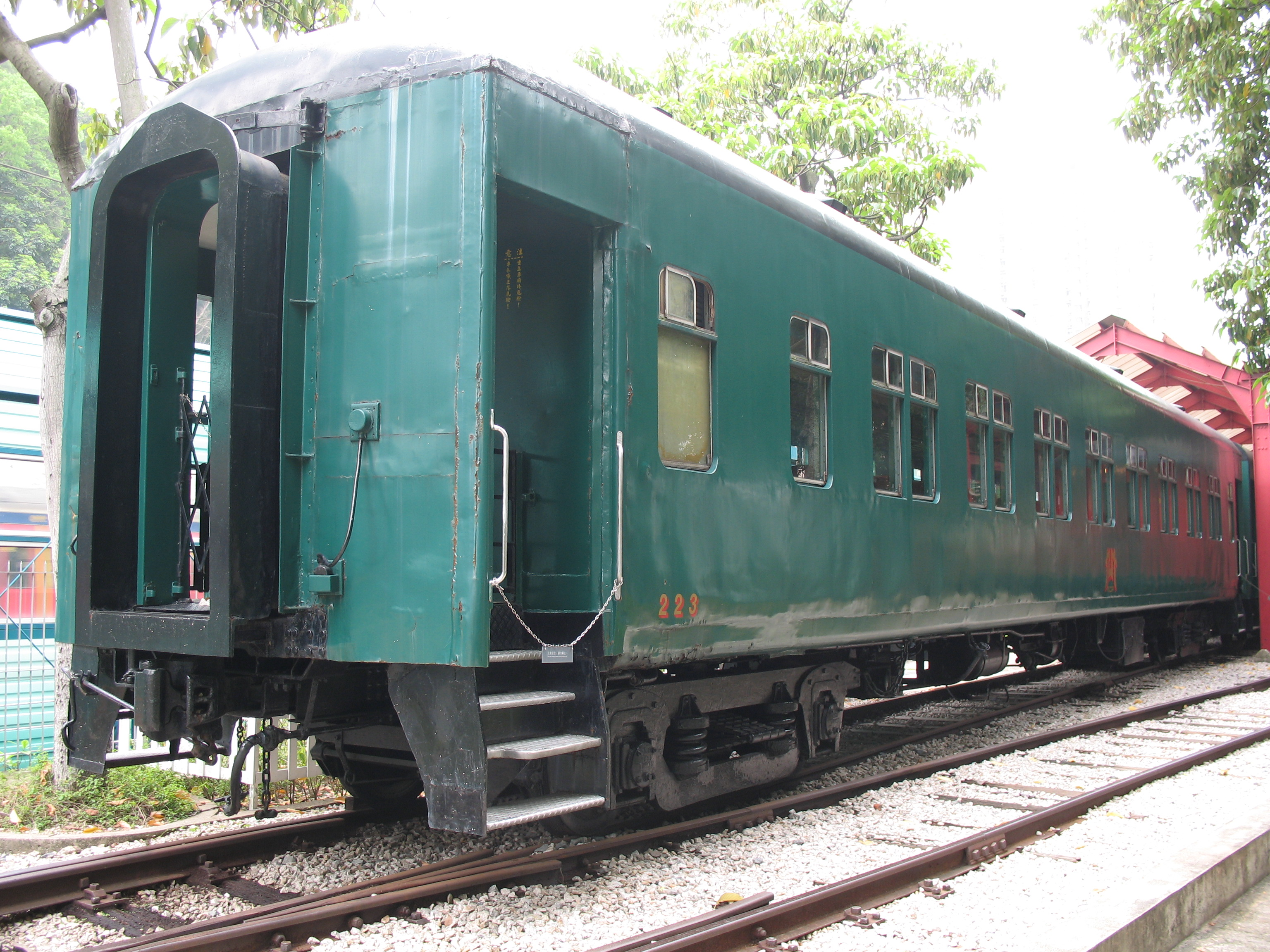
Historischer Eisenbahnwagen
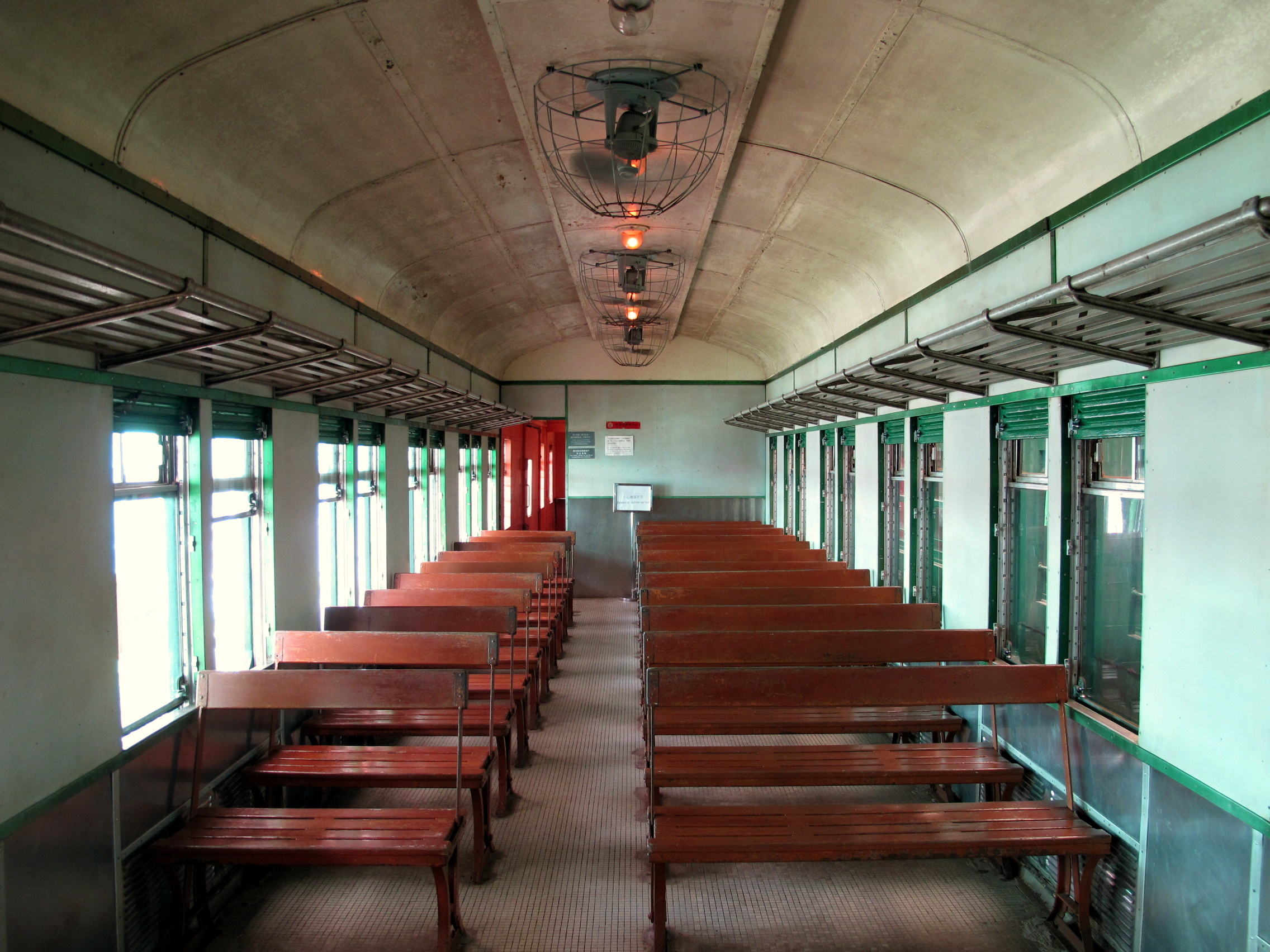
Innenansicht Eisenbahnwagen, 3. Klasse 1911
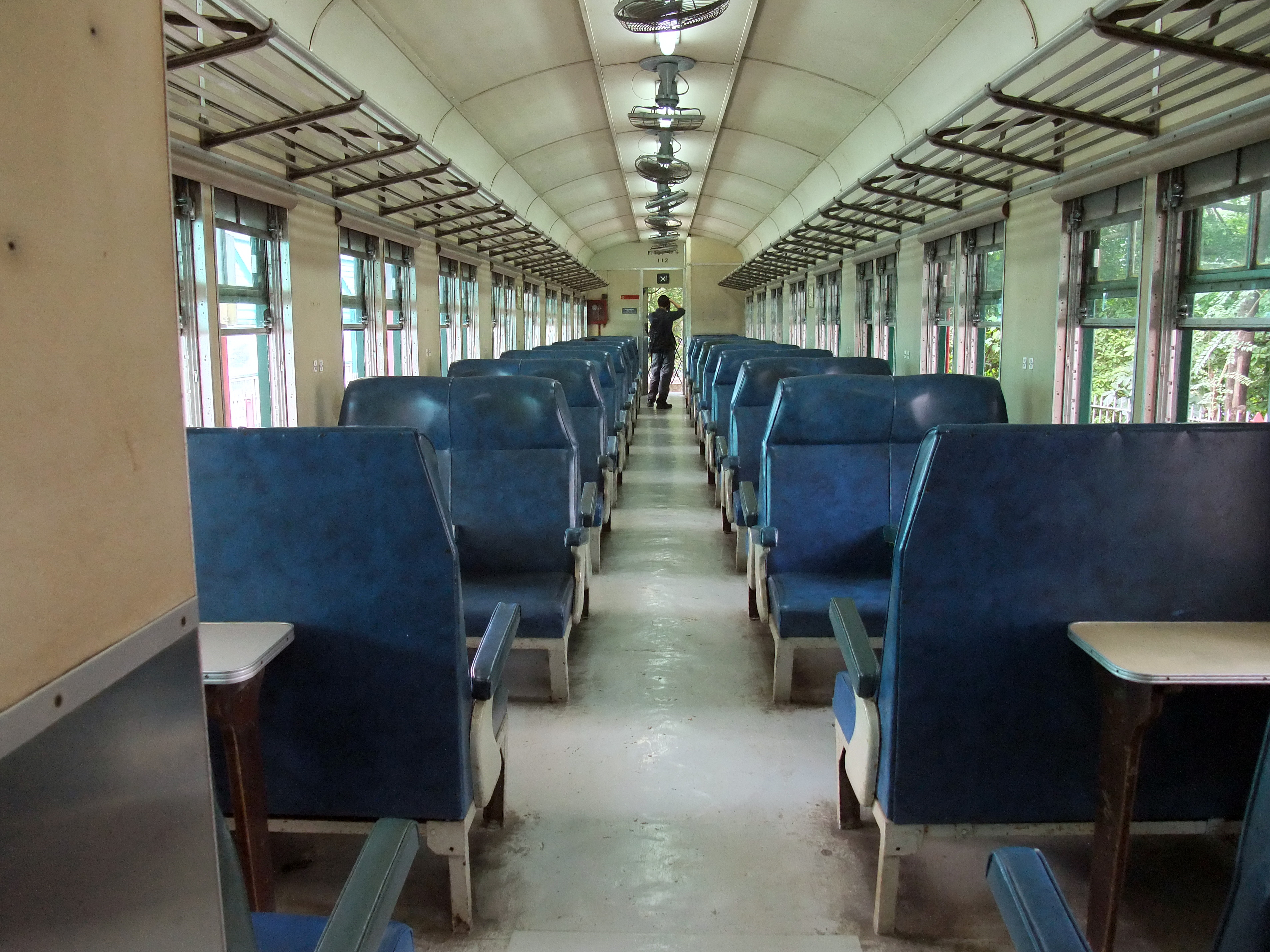
Innenansicht Eisenbahnwagen, 1. Klasse 1964
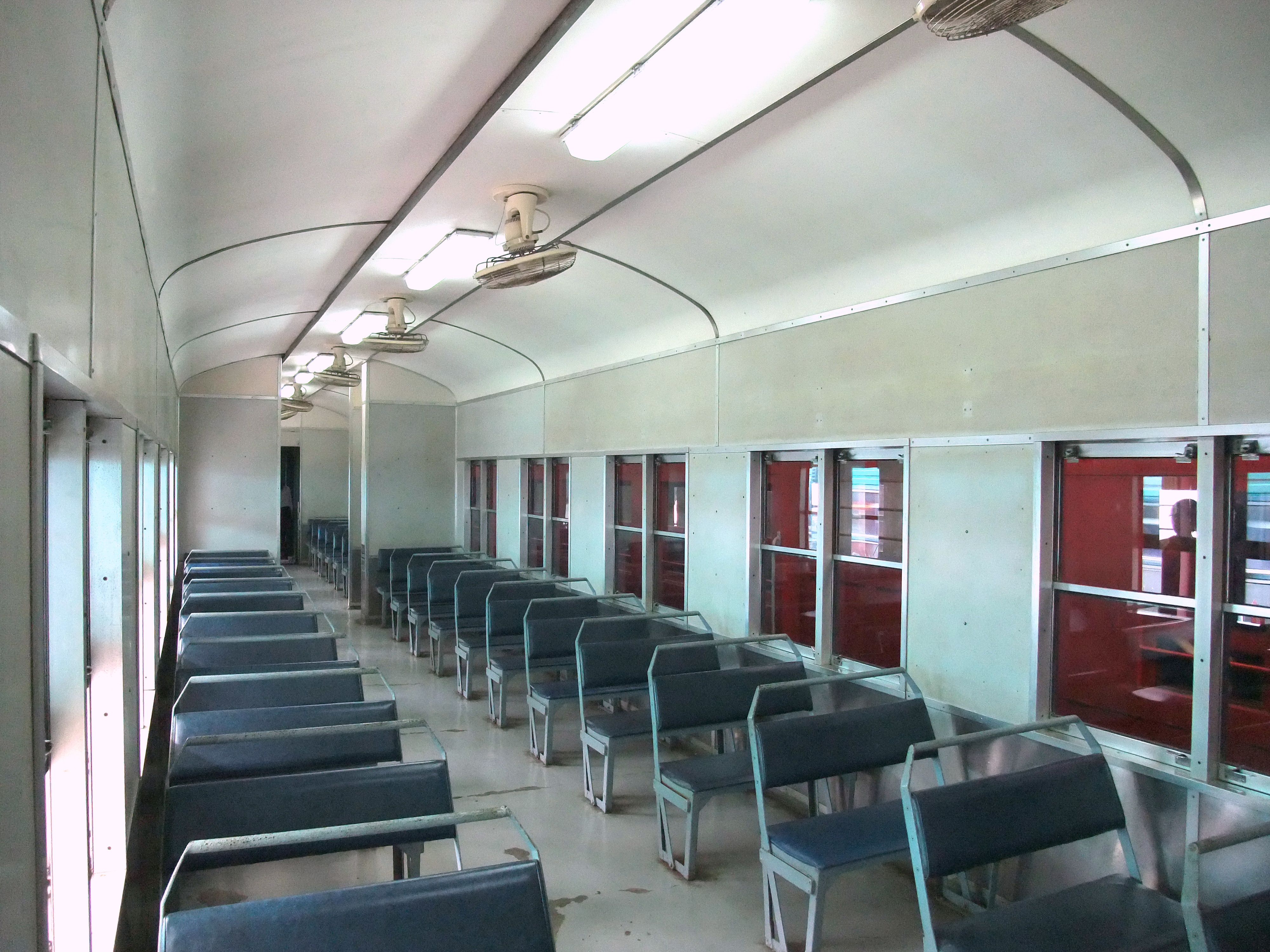
Innenansicht Eisenbahnwagen, allgemeine Klasse 1974
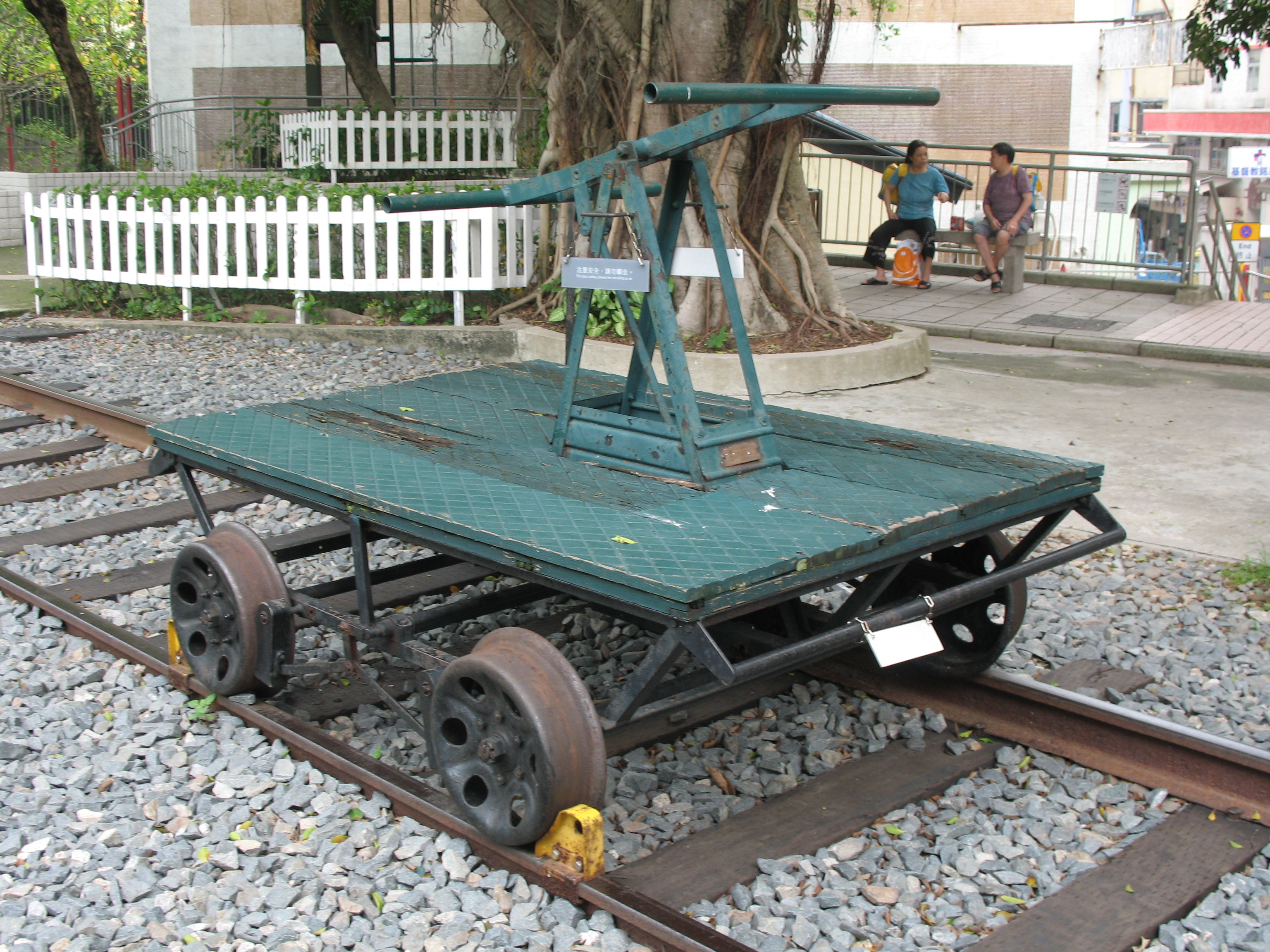
Handbetriebene Inspektionsdraisine
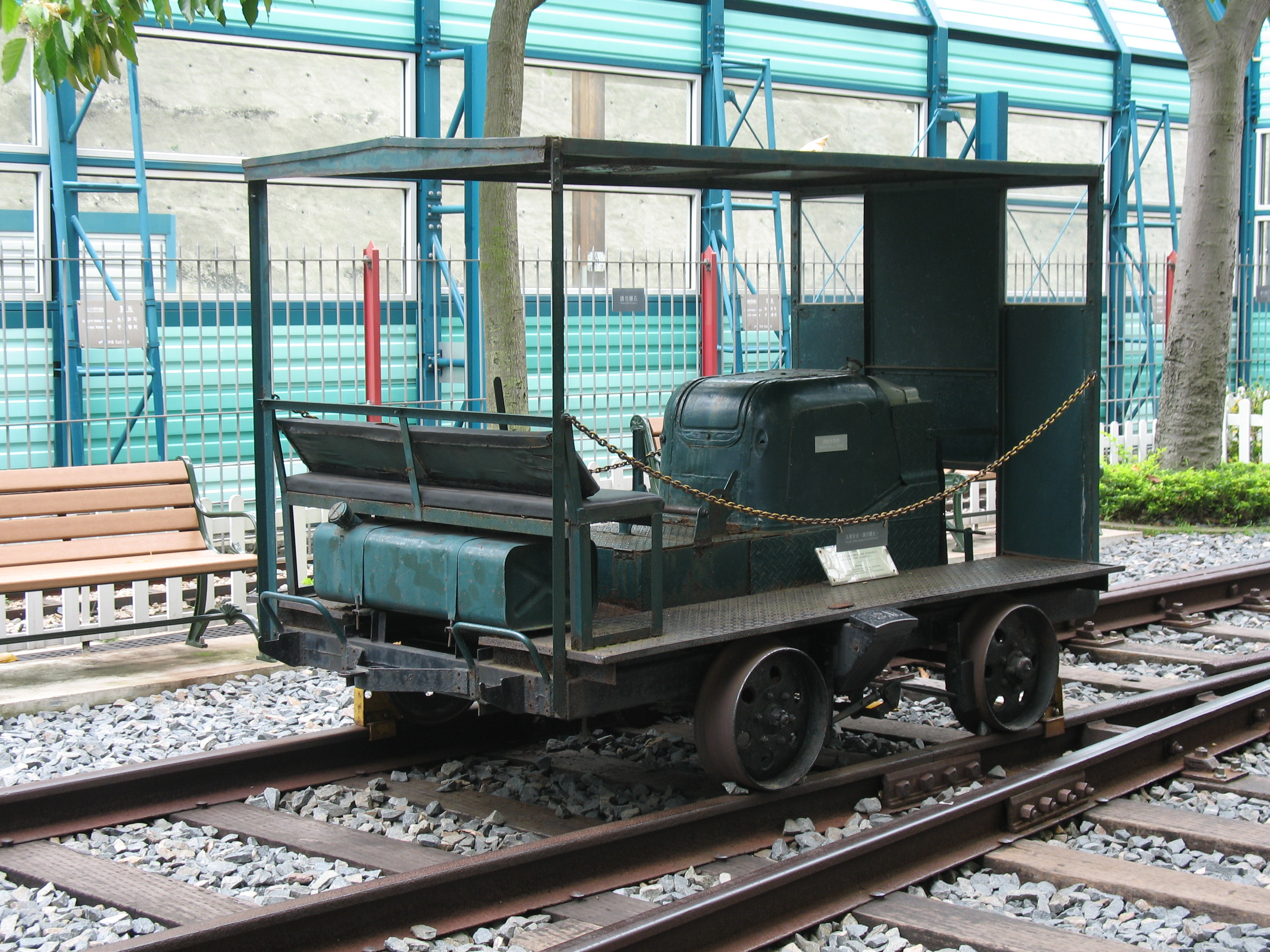
Motorgetriebene Reparaturdraisine